# Зубов, Илья Григорьевич
Илья Григорьевич Зубов — старший разведчик-наблюдатель 1420-го артиллерийского полка (290-я стрелковая дивизия, 3-я армия, 2-й Белорусский фронт), сержант.

## Биография
Илья Григорьевич Зубов родился в крестьянской семье в селе Тропино Кологривского уезда, Костромской губернии (в настоящее время Кологривский район Костромской области). Получил начальное образование, работал в колхозе.
В 1941 году Кологривским райвоенкоматом Горьковской области был призван в ряды Красной армии. С 10 сентября 1941 года на фронтах Великой Отечественной войны.
12 декабря 1941 года красноармеец Зубов, будучи орудийным номером в расчёте зенитного орудия под Волоколамском вместе с расчётом сбил самолёт противника Ю-88. Был ранен, но продолжал выполнять боевую задачу. Приказом по 1420 артиллерийскому полку от 9 июля 1943 года он был награждён медалью «За боевые заслуги».
При отражении контратаки противника с танками в районе деревни Застенки Витебской области 1 декабря 1943 года, красноармеец Зубов в составе расчёта выкатил орудие на прямую наводку и подбил 2 средних танка противника и уничтожил до взвода солдат и офицеров противника. Группа солдат противника пыталась захватить орудие, но расчёт гранатами рассеял эту группу и из личного оружия уничтожил ещё 10 солдат противника. Приказом по 290-й стрелковой дивизии от 18 декабря 1943 года был награждён орденом Славы 3-й степени.
В боях в Могилёвской области разведчик-наблюдатель ефрейтор Зубов 23 июня 1944 года возле деревни Будино засёк 2 миномётных батареи, 5 пулемётных точек, 3 дзота, которые были затем уничтожены артиллерийским огнём, что позволило прорвать оборону противника на западном берегу реки Проня и занять населённый пункт. 25 июня Зубов переплыл реку Бася в районе деревни Поповичи, обнаружив противотанковое орудие, 2 миномёта, 5 пулемётных точек, а также 50 солдат противника. По указанным целям был нанесён артиллерийский удар и все цели были поражены. В бою за освобождение Могилёва 27 июня Зубов шёл в первых рядах наступающей пехоты и корректировал огонь батареи. были выявлены артиллерийская и миномётные батареи, 3 пулемётных точки. Все они были подавлены, что способствовало скорейшему освобождению города. Из личного оружия Зубов уничтожил 10 солдат противника и 6 взял в плен. Приказом по 50-й армии от 11 августа 1944 года ефрейтор Зубов был награждён орденом Славы 2-й степени.
В бою 29 апреля 1945 года при отражении контратаки противника возле населённого пункта Грос-Кёрис (40 км юго-восточнее Берлина) орудийный расчёт, в составе которого сержант Зубов был заряжающим, уничтожил 1 бронетранспортёр, 3 автомашины с боеприпасами и трижды ходил в атаку, уничтожив до 15 солдат противника и 6-х взяв в плен. Приказом по 35-му корпусу сержант Зубов был награждён орденом Отечественной войны 2-й степени.
Сержант Зубов, в бою за населённый пункт Плонявы 18 января 1945 года, следуя в передовых цепях пехоты, одним из первых ворвался в траншею противника и забросал гранатами блиндаж, уничтожив в нём 13 солдат и 2-х офицеров противника. Вынес с поля боя 3-х бойцов с их оружием. Сам был ранен, но поля боя не покинул. Указом Президиума Верховного Совета СССР от 26 июня 1945 года он был награждён орденом Славы 1-й степени.
Сержант Зубов был демобилизован в ноябре 1945 года. Вернулся на родину. Жил и работал в Кологриве.
Скончался Илья Григорьевич Зубов 6 августа 1975 года.